# Tsuyoshi Ogata
Tsuyoshi Ogata (尾方剛?, Ogata Tsuyoshi; Kumano, 11 maggio 1973) è un maratoneta giapponese.

## Palmarès
| Anno | Manifestazione | Sede     | Evento   | Risultato | Prestazione | Note |
| ---- | -------------- | -------- | -------- | --------- | ----------- | ---- |
| 2003 | Mondiali       | Parigi   | Maratona | 12º       | 2h10'39"    |      |
| 2005 | Mondiali       | Helsinki | Maratona | Bronzo    | 2h11'16"    |      |
| 2007 | Mondiali       | Osaka    | Maratona | 5º        | 2h17'42"    |      |

## Campionati nazionali
2000
- 18º ai campionati giapponesi di mezza maratona - 1h02'31"

## Maratona e corse su strada internazionali
1999
- 24º alla Maratona di Fukuoka ( Fukuoka) - 2h15'22"

2000
- 16º alla Maratona di Rotterdam ( Rotterdam) - 2h11'43"

2001
- 4º alla Maratona di Berlino ( Berlino) - 2h10'06"

2002
- Argento alla Maratona di Fukuoka ( Fukuoka) - 2h09'15"

2003
- 6º alla Maratona di Fukuoka ( Fukuoka) - 2h08'37"

2004
- Oro alla Maratona di Fukuoka ( Fukuoka) - 2h09'10"

2006
- 26º alla Maratona di Londra ( Londra) - 2h19'17"
- 6º alla Maratona di Fukuoka ( Fukuoka) - 2h10'48"